# Huldreich Heusser
Huldreich Heusser (1. listopadu 1889 Curych – 20. srpna 1928 Müncheberg) byl švýcarský motocyklový a automobilový závodník. Závodil zprvu krátce na motocyklu a od roku 1922 s automobily Studebaker, Wanderer, Steyr a Bugatti (1922-1928). Dosáhl 4 vítězství v závodě do vrchu Gabelbach (Gabelbachskopf, 704 m n. m.) u Ilmenau v letech 1924-1927, třikrát startoval na Klausenpassu (jednou zde vyhrál závodní vozy do 5 l zdvihového objemu) a také vyhrál při 2. účasti, v roce 1927 v traťovém rekordu závod Zbraslav–Jíloviště.

## Život
Žil po většinu života v Německu v městečku Kleinschmalkalden v Durynsku. V letech 1924 až 1927 vyhrál čtyřikrát za sebou jako soukromý jezdec závod Gabelbach u Ilmenau (Erfurt) a dalších 22 závodů do vrchu. Několikrát vyzkoušel závody na okruzích (Grand Prix), ale ani v jednom ze svých 6 pokusů neuspěl (3x Nürburgring, Targa Florio, Coppa Mesina a Coppa Etna) . Závodil téměř výhradně v Německu a ve Švýcarsku. Jedinou výjimkou byly 3 starty v Itálii a 2 starty na závodě Zbraslav–Jíloviště v Československu.
Heusser zemřel na následky nehody, při které zahynul i jeho mechanik Otto Feldmannem na závodě Buckowský trojúhelník (Buckower Dreieck) 19. srpna 1928. Na místě neštěstí nechalo město Bad Buckow a autoklub ADAC vztyčit pamětní kámen. Na jeho počest byl také na cestě mezi Ilmenau a hájovnou Auerhahn, nedaleko loveckého zámečku Gabelbach, umístěn pamětní kámen s litinovou deskou. Ta byla vyrobena v roce 1929 sochařem Richardem Baurothem. Zde 4x vyhrál závod do vrchu.
Huldreich Heusser zahynul ve věku 38 let. Zůstala po něm manželka a tříletá dcera. Je ne zcela potvrzeno, že krátce před smrtí získal německé občanství.

## Závodní kariéra
V podstatě jediný a vítězný závod na motocyklu Condor absolvoval při Velké ceně Švýcarska pro motorová kola a sidecary. Závod se jel na okruhu kolem jezera Joux 2. července 1922 za přítomnosti 20000 diváků. V motocyklech do 350 cm³ na 255 km zvítězil Heusser v čase 3:46:20 h (nejlepší rychlostní průměr 73,9 km/h celého závodu). V srpnu 1923 vyhrál v závodě Neuchatel-Chaumont v třídě do 350 cm³ na stroji AJS.
Už roce 1922 to zkusil i na automobilu. Poprvé startoval v závodě do vrchu do Klausenského průsmyku (Klausenrennen, Le Grand Prix de Montagne de Suisse). Huldreich Heusser dosáhl cíle za 31 minut na těžkopádném cestovním voze Studebaker.
1923
V roce 1923 dosáhl s automobilem svého prvního vítězství. Na německém závodu do vrchu Ködelberg (Kronach) konaném 27. května na Steyru vyhrál v absolutním pořadí. Na 1. ročníku závodu na Schleizském trojúhelníku (Schleizer Dreieck), který se konal 10. června vyhrál kategorii automobilů Huldreich Heusser z Kleinschmalkaldenu na Wandereru. Na do soutěže ("economy run") poskytnutých 5 l paliva urazil vzdálenost 87,3 km a dosáhl maximální rychlosti působivých 41,4 km/h. Na Solitude Climb (Solitude Mountain Prize) u Stuttgartu startoval 18. června na Wandereru, ale zde se neumístil. Na 2. ročníku závodu do vrchu Winterberg, konaném 23. září již na voze Steyr 3,3 l (Typ 60 / VI 12/60 HP) zvítězil, ale také se připletl k neštěstí, když 14. října při závodu do vrchu na Krähberg (Hetzbach v Odenwaldu), sjel ze silnice a srazil skupinu diváků, zabil jednu neznámou dívku a zranil další dvě osoby.
1924
Na závodě do vrchu Ettersberg u Výmaru 13. července 1924 na trati dlouhé 3,9 km dosáhl dalšího vítězství. To jel na sportovním voze Steyr 12/76. Poprvé se v tomto roce zúčastnil závodu Zbraslav-Jíloviště. V kategorii cestovních automobilů do 1,4 l jako jediný startující v této třídě však na voze Wanderer nedojel do cíle. Změnil vůz a na závod do vrchu Klausen, jenž konal se 16. a 17. srpna na trati 21,5 km s výškovým rozdílem 1273 m. obsadil v cestovních automobilech do 3,5 l 2. místo v čase 21:31,40 min na sportovním voze Steyr.  O týden později (24. srpna) poprvé zvítězil na Gabelbachu (Ilmenau). Byl to již 5. ročník tohoto závodu na trati dlouhé 3,3 km. Zde potom vyhrál ještě 3x. Sezonu ukončil vítězstvím v závodě do vrchu Naumburg u Lipska 26. října. To byl jeho poslední závod se Steyrem 3,3 l.
1925
V tomto roce s novým vozem Steyr 4,5 l (Typ VI Klausen Sport 19/145 HP) vyhrál 12. června 6. ročník závodu do vrchu Gabelbach (Ilmenau), 2. ročník závodu Hohe Wurzel u Wiesbadenu, to bylo 30. srpna. Sezonu ukončil vítězstvím v Naumburgu u Lipska (2. ročník, 18. října).
1926

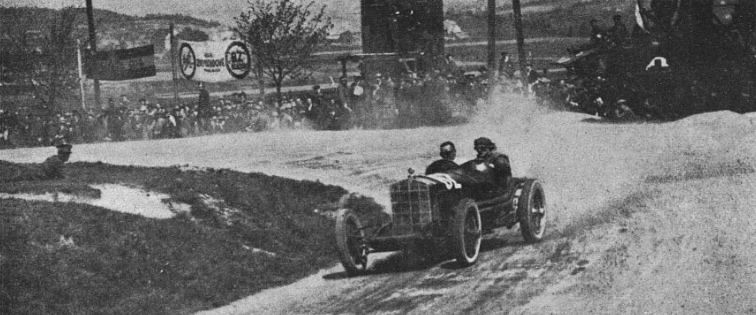
Huldreich Heusser (Steyr), vítěz Zbraslav-Jíloviště 1927, metalurgická zatáčka u osady Baně

Hned 9. května Heusser vyhrál 4. ročník závodu do vrchu Hainberg (Göttingen), aby o 4 dny později vyhrál závod na okruhu Neroberg u Wiesbadenu (12,5 km). Závod byl uspořádán 13. května a v závodních vozech na 5 kol (62,5 km) v kategorii do 5 l zdvihového objemu zvítězil Heusser (Steyer) v čase 49:09 min. Další triumf zaznamenal (již 3.) 4. června do vrchu Gabelbach. Neúspěšně startoval na okruhovém závodu Eifel-Rennen 12. června 1926. Se sportovním Steyerem VI Klausen (4,5 l) nebyl klasifikován. Odpadl už v prvním kole kvůli zlomenému pístu. Chuť si spravil 4 týdny později (11. července) vítězstvím v 3. ročníku závodu do vrchu Fichtelberg v Sasku (6,3 km). Závody na Fichtelberg se konaly letech 1924 až 1929 a závodní dráhu lemovalo nezřídka až 10 000 diváků.
Počátkem srpna měl startovat na Klausenrennen, ale do závodu nenastoupil kvůli prudkému dešti a sněhu v horní části tratě. Vyhrál 22. srpna v 5. ročníku závod do vrchu Winterberg (Bad Wildungen). Na podzim (12. září 1926) se zúčastnil okruhového závodu okolo Solitude ve Stuttgartu. V závodě na 15 kol (334,5 km) obsadil na voze Steyr 4,5 l v čase 3:38:19 h 10. místo. Sezonu uzavřel 26. září dalším vítězstvím, na 3. ročníku Naumburgu u Lipska a 10. října na 5. ročníku Krähbergu (Hetzbach, Odenwald).
1927

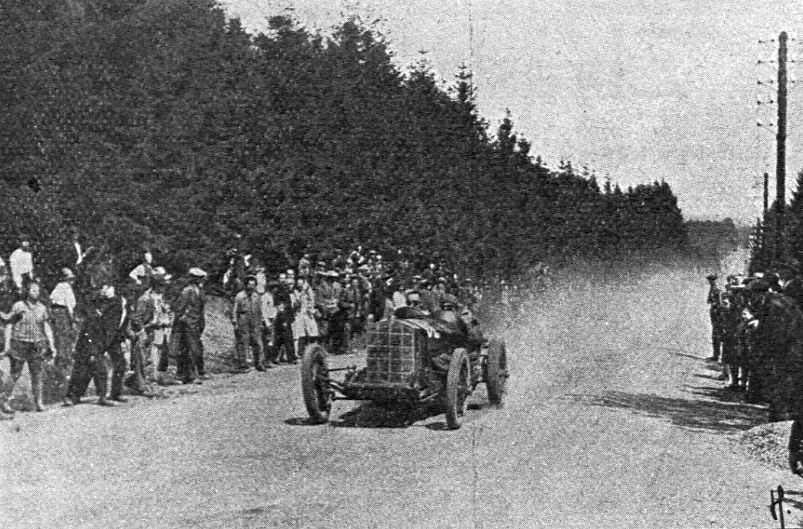
Huldreich Heusser na Steyru 4,5 l, vítěz Zbraslav-Jíloviště, u cíle na Jílovišti (1927)

V roce 1927 se stal i držitelem německého rychlostního rekordu na 1 km s letmým startem v kategorii 3 (do 5 l) s časem 23,77 vt. (151,451 km/h). Na závodním Steyeru na závodu na 1 km s letmým startem, který byl pořádán 15. května v Sársku na trati mezi Limbachem a Homburgem, svůj čas dále vylepšil na 20,52 vt. a dosáhl rychlostního průměru 175,4 km/h.

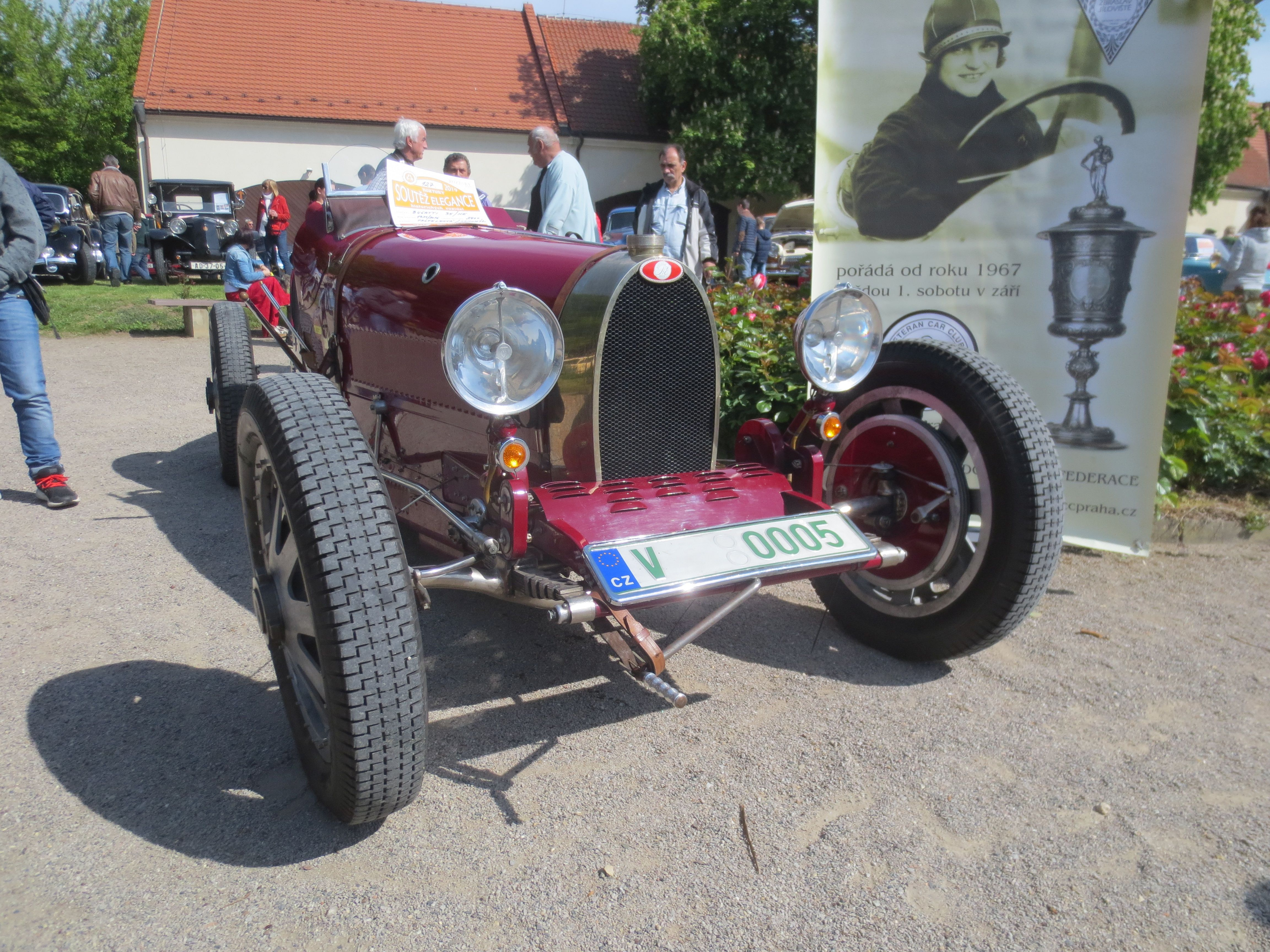
Bugatti T35B (Bugatti Nostalgic Edition 35B)

V roce 1927 zaznamenal jedno z velkých vítězstvích. Na mezinárodním závodu do vrchu Zbraslav–Jíloviště zvítězil 8. května v nejlepším času dne v absolutních pořadí. Heusser na závodním voze Steyru překonal veškeré stávající rekordy a docílil nejlepšího času dne 2:59,9 min (poprvé pod 3 minuty) . Vymazal tak z rekordní listiny Francouze Alberta Diva. Nejvyšší pocty dne, rekordu trati, dobyl Heusser na Steyru. Znal dokonale trať ze své účasti na tomto závodě v roce 1924 a už v druhý tréninkový den jezdil pod rekord. Tento vůz dociloval v přímé trati před cílem u Jíloviště rychlosti přes 200 km/h. S vyloučením nehody mu nemohl uniknout nejlepší čas dne a s ním ani rekord. Heusser odvezl domů vedle 20.000 Kč za překonání traťového rekordu také cenu MNO za nejlepší čas i hodně záviděný vavřín velké mezinárodní hodnoty. Ještě v květnu (29.5.) při 2. ročníku závodu do vrchu na Hohenstein u Dráždan měl nejlepší čas dne na závodním Steyru. Časem 3:03,3 min utvořil nový trafový rekord. Počátkem června (5.6.) zvítězil na 3. ročníku závodu do vrchu v Lückendorfu (Žitava), 3. července na 4. ročníku na krušnohorském Fichtelbergu (Saská Kamenice), 24. července po čtvrté Gabelbach (Ilmenau). Závod v Gabelbachu byl tehdy soutěží známou i za hranicemi Německa, které se účastnili i mezinárodně úspěšní závodní jezdci. V tréninku na tento závod došlo k fatální nehodě. Jezdec Walter Todt a jeho spolujezdec Georg Löffler měli nehodu během tréninkové jízdy závodu. Georg Löffler zemřel ve stejný den a Walter Todt 25. července 1927 v nemocnici v Ilmenau. Závod pokračoval i přes vážnou nehodu a durynský závodník Huldreich Heusser na svém 4,5 litrovém Steyru závod vyhrál.
Ještě předtím 17. června startoval na zahajovacím závodě na novém okruhu Nürburgring. Závod však nedokončil. V srpnu 1927 zaznamenal jednu z nejvíce ceněných výher. Bylo to na závodu do vrchu Klausen (kanton Uri) ve Švýcarsku, který se konal ve dnech 13. a 14. srpna za účasti 171 přihlášených konkurentů. Proslavený závod, jenž vzbuzoval pozornost celého automobilového světa, měl trať počínající v Linthale a končil těsně pod vrcholem průsmyku Klausen. Start byl ve výši 664 m n. m., cíl pak ve výši 1937 m n. m., výškový rozdíl činil 1237 m na trati 21,5 km dlouhé. Průměrné stoupání 6,21 %, nejvyšší pak 8,5 %. V závodních vozech (Kat. 5 l) zvítězil Heusser na závodním Steyru v čase 17:59,4 min. V celkovém pořadí bez rozdílu kubatur zvítězil Louis Chiron na Bugatti T35B.
Po Klausenu ještě vyhrál se Steyrem 20. srpna 6. ročník závodu na Winterbergu (součást Bad Wildungen Trial) a 4. září 6. ročník závodu na Krähberg (Hetzbach v Odenwaldu). Sezonu ukončil 11. září vítězstvím v závodu do vrchu Naumburg u Lipska.
1928

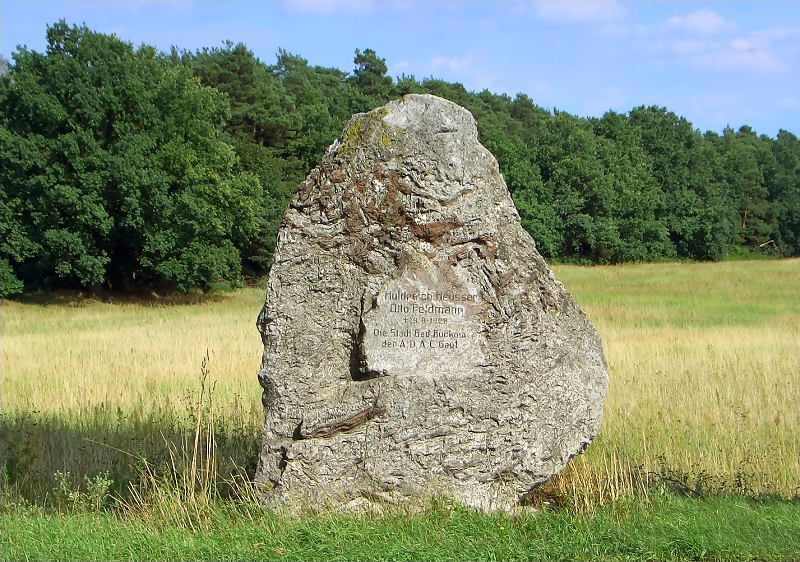
Pamětný kámen - Huldreich Heusser a Otto Feldmann (u Bollersdorfu, Buckower Dreieck)

Na jaře 1928 si zakoupil od Josefa Merze v Curychu červené Bugatti T35B. Rakouský Steyr totiž přestal vyrábět závodní vozy. Na závodě na letmý kilometr uspořádaný 18. března 1928 v Ženevě u příležitosti automobilového salonu Heusser zvítězil ve 2 kategoriích. V národní klasifikaci do 2,5 l dosáhl na Bugatti T35B nejlepšího času dne 18,95 vt. (189,973 km/h). V mezinárodní klasifikaci v další jízdě na stejném voze dosáhl času 20,04 vteřiny.
Startoval i 6. května 1928 na slavném závodě Targa Florio s Bugatti T35B, ale tam nedojel do cíle. Odpadl ve 4. kole z 5 pro poruchu na olejovém systému vozu. V tomto závodě obsadila Eliška Junková (rovněž na Bugatti T35B) skvělé 5. místo. Vítězem závodu byl Albert Divo rovněž na Bugatti T35B. Dalšími jeho italskými závody byly Coppa Messina (13. května) a Coppa Etna (20. května), ale ani v jednom nedojel do cíle.

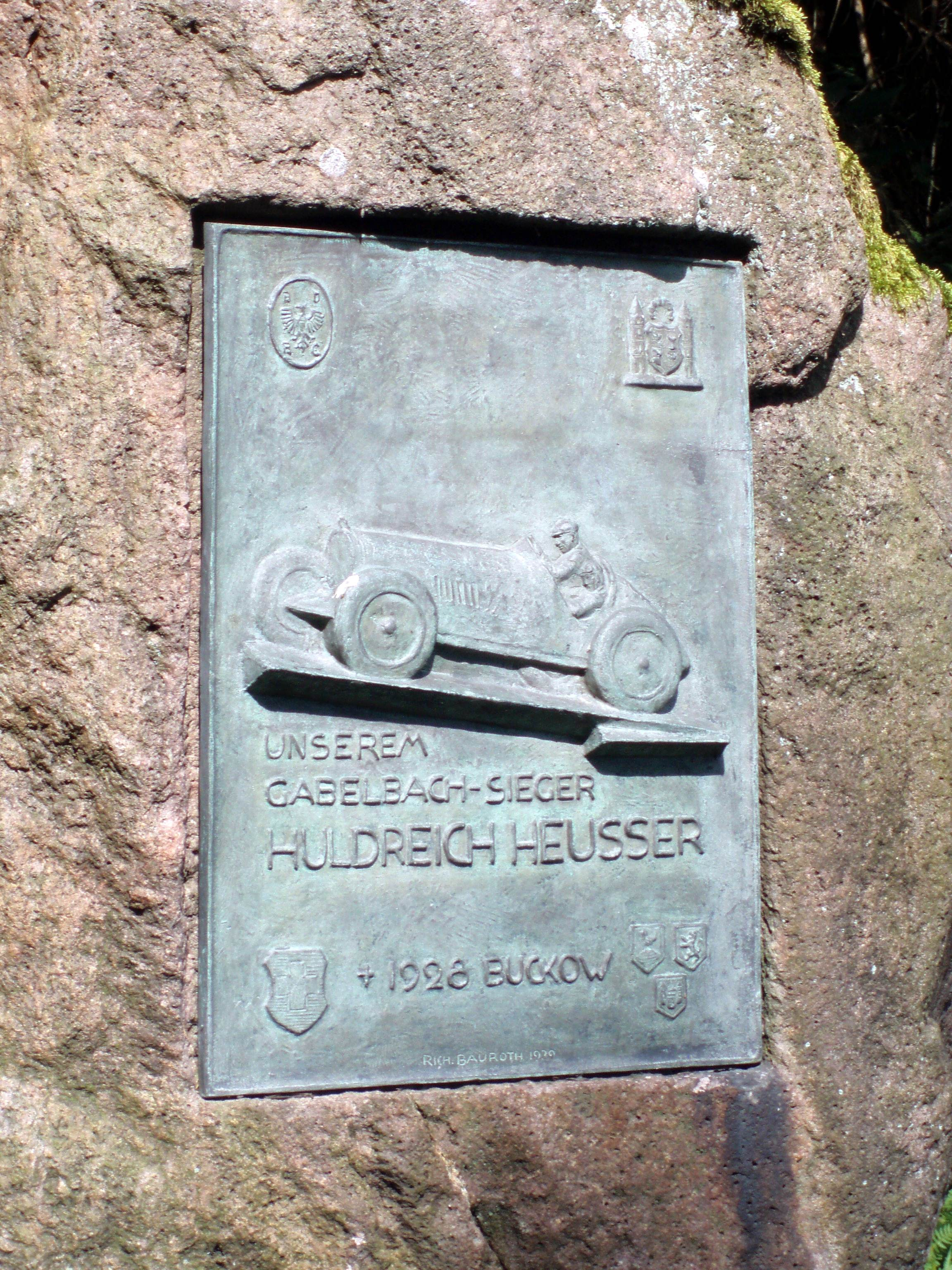
Heusserův památník nedaleko loveckého zámečku Gabelbach

V roce 1928 se zúčastnil Velké ceny Německa 15. července na Nürburgringu na voze Bugatti T35B, ale nedojel pro poruchu kardanu do cíle. V závodě zvítězil Rudolf Caracciola na voze Mercedes-Benz SS. Tyto vozy obsadily prvá 3 místa.  V tomto závodě přišel o život Čeněk Junek (Bugatti 35B). Do Gabelbachu přijel 29. července, aby zaokrouhlil svá vítězství na 5. Když jeho červený závodní vůz projel cílem u hotelu Gabelbach byl Heusser oslavován jako vítěz, ale v údolí byl připraven ještě jeden vůz a tehdy ne zcela známý Rudolf Caracciola. Triumfální jízda legendárního Mercedesu SSK skončila velkolepým vítězstvím a opět byl překonán starý traťový rekord Heussera z roku 1927.
Poslední vítězství Heusser zaznamenal 5. srpna u Freiburgu při závodě do vrchu Schauinsland (4. ročník, délka 12 km). O 14 dnů později, 19. srpna startoval na závodě Buckowský trojúhelník.

## Smrtelná nehoda
V letech 1925 až 1928 berlínsko–braniborská pobočka autoklubu ADAC pořádala každoročně závod v Buckower Dreieck (Buckowský trojúhelník), asi 100 km východně od Berlína. Trojúhelníkový silniční okruh 12,5 km dlouhý vedl proti směru hodinových ručiček kolem jezera Schermützel lesem západně od Buckowa po úzkých silnicích s nepříliš dobrým povrchem.
Závod na okruhu u Buckowa (Německo) pro motocykly, sportovní a závodní vozy uspořádala sekce Brandenburg-Berlin ADAC ve dnech 18. a 19. srpna. Trať závodu v délce okruhu 12.5 km měla četná stoupání a hojnost prudkých zatáček. V sobotu byl absolvován závod motocyklů 175 cm³ a 250 cm³, v neděli pak závod ostatních kategorií a automobilů sportovních a závodních. V závodě sportovních vozů, který se konal v neděli 19. srpna 1928 byli hlavními favority Rudi Caracciola (Mercedes-Benz SSK) a Huldreich Heusser s červeným Bugatti T35B. Heusser se dostal do vedení ve čtvrtém kole. Při průjezdu na dlouhé rovince za Waldsieversdorfem v šestém kole se jeho Bugatti při rychlosti asi 160 km/h dostalo trochu moc vlevo na písečný okraj silnice a snažilo se předjet Eichmannův Amilcar. Heusser ztratil kontrolu nad vozem, narazil na obrubník, vůz se převrhl, "otřel se" o dva stromy a čelně narazil do třetího stromu vedle silnice. Auto bylo totálně zničeno, Heusserův mechanik Otto Feldmann ze Švýcarska, který byl mechanikem i švýcarského jezdce Josefa Merze, vylétl z vozu asi 20 m a s rozdrcenou hlavou zahynul na místě. Heusser byl dopraven do nemocnice v Münchebergu (v okrese Märkisch–Oderland, Braniborsko), kde byl ihned operován. Utrpěl vážná zranění nohou, proto mu museli amputovat levou nohu pod kolenem a také polovinu pravé nohy. Přes veškerou pomoc na druhý den zemřel, v pondělí 20. srpna dopoledne.
Neštěstí, jemuž padl za oběť život tohoto velmi úspěšného a populárního závodníka, známého i pražskému obecenstvu z několika startů na Zbraslav–Jíloviště, bylo hlavně zaviněno úzkou a dosti špatnou vozovkou. Některé listy říšskoněmeckého tisku konstatovaly, že závodníci sami už po zkušenostech z tréninku (v němž havaroval už jiný vůz) upozorňovali na nevhodnost trati, že známá hraběnka Einsiedelová proto odvolala svou přihlášku, že však přes to pořadatel, jímž byla braniborská župa ADAC, na provedení závodu trvala. Berliner Tageblatt, v jehož sloupcích se nejednou ozvala kritika odmítající přílišnou podnikavost ADAC, jenž pro svou reklamu zaplavuje Německo spoustou závodů, namnoze bezcenných a zbytečných, volal ONS (nejvyšší sportovní úřad německého motorového sportu) k energickému zákroku proti přemrštěné sportovní podnikavosti, která se vybijí v drahých, bezvýznamných, ale nebezpečných závodech. Táže se dále, zdá úřady samy zakáží takové miniaturní reklamní závody na naprosto nevhodných silnicích, které nejsou nikde tak četně pořádány, jako v Německu. Tento závod se v roce 1928 konal naposledy.